# Gladebeck (Adelsgeschlecht)

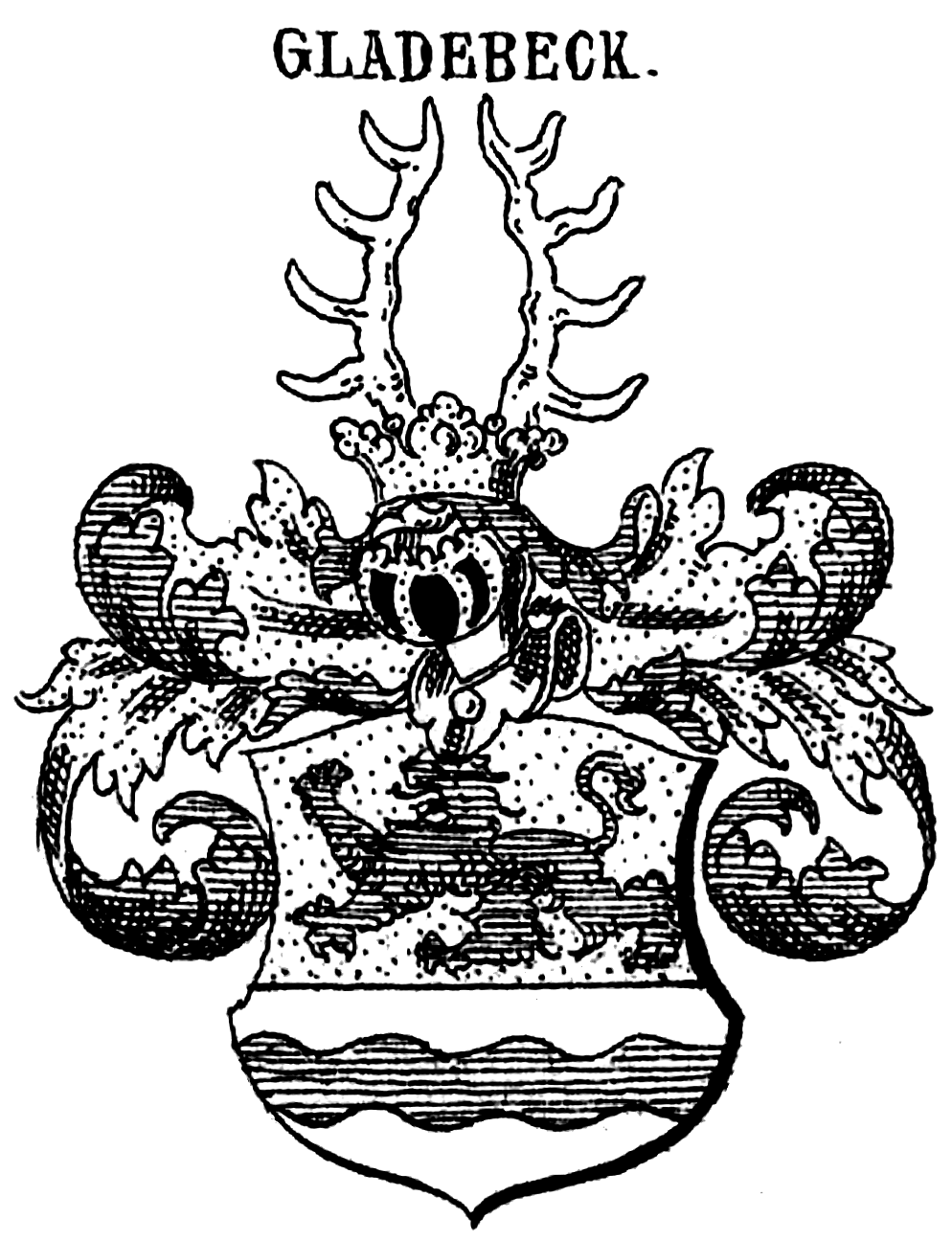
Wappen derer von Gladebeck in Siebmachers Wappenbuch

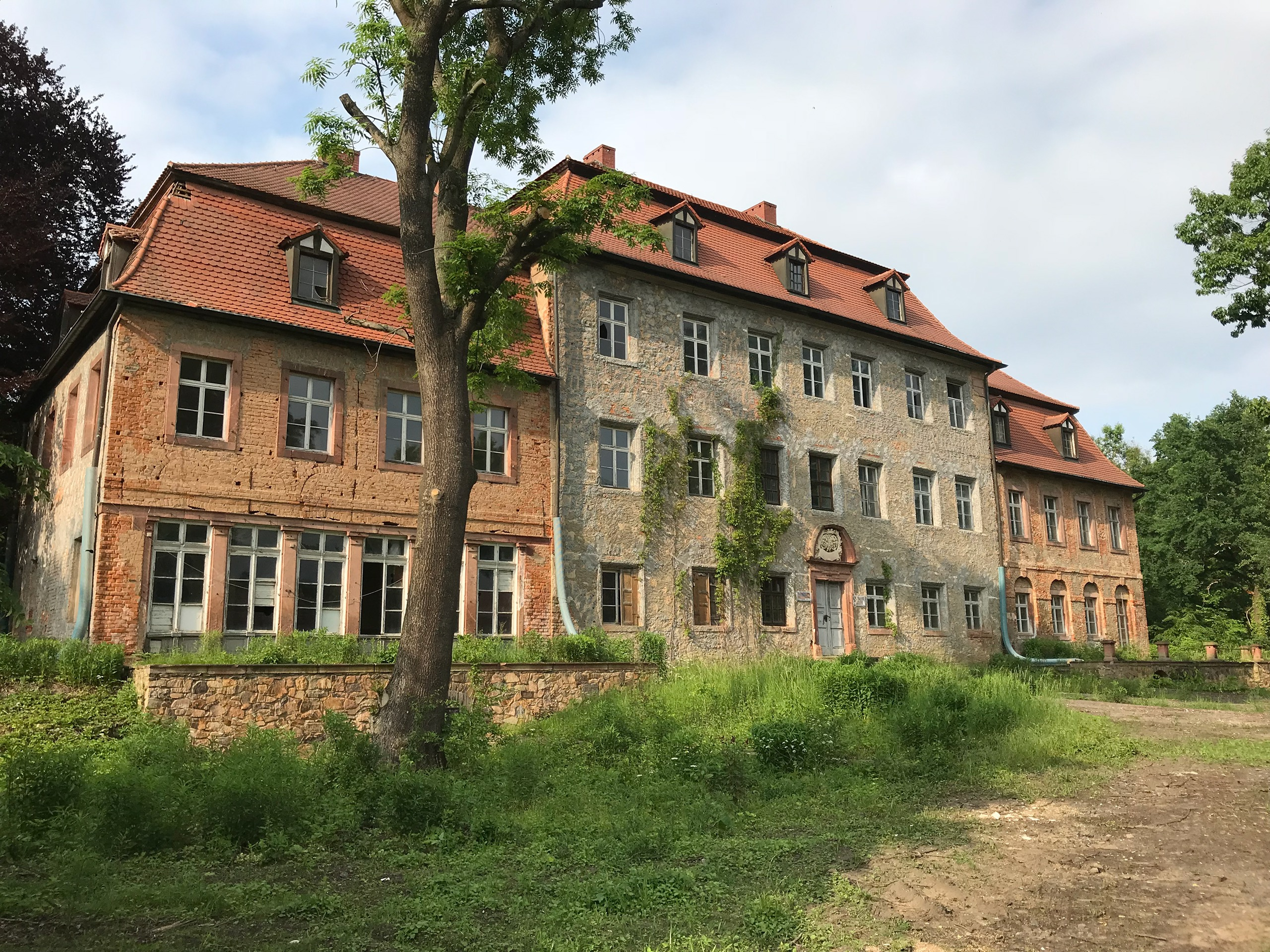
Schloss Zedtlitz (2018)

Gladebeck (auch Gladenbeck o. ä.) ist der Name eines niedersächsischen Adelsgeschlechts.

## Geschichte
Das Geschlecht stammt aus dem Braunschweigischen und war zu Schwegerhof bei Osterkappeln angesessen. Im Königreich Hannover unweit Göttingen hatte die Familie ihren gleichnamigen Stammsitz Gladebeck (urkundl. 1234–1600) in der Herrschaft Plesse und Harste (urkundl. 1681). In Thüringen besaß die Familie Münchenlohra (urkundl. 1681) und Nohra (urkundl. 1674–1701), beide Kreis Nordhausen.
Das Geschlecht wird erstmals 1233 in einer Urkunde von Ludolf und Gottschalk von Plesse erwähnt, in der ein Hermannus de Gladenbeke als Zeuge auftritt. Nach Meier, Antiquifates Plessenses, soll ein Statius von Gladebeck sogar schon im Jahr 950 seine Tochter an Conrad Schwanrigen vermählt haben. Valentin König beginnt die Familienstammreihe mit Jobst von Gladebeck, Herr auf Harste, dessen Ururenkel Bodo von Gladebeck, Herr auf Münchenlohra, in der Mitte des 17. Jahrhunderts lebte. Dessen gleichnamiger Sohn († 1681) war kurbrandenburgisch-weimarer Geheimer Etatrat, Hofkammerpräsident und Hauptmann der Ämter Lebus und Fürstenwalde. Er hinterließ einen Sohn, Adolph Friedrich von Gladebeck († 1701 in Paris).
1692 kaufte die Familie die Ruine von Schloss Zedtlitz. 1706 ließ Christiane Elisabeth von Gladebeck, geb. von Münchhausen (1650–1718), zweite Frau und Witwe des preußischen Kriegsrates Bodo von Gladebeck (1620–1681) das Schloss neu errichten. Nach ihrem Tod kam das Schloss über die Ehe ihrer Tochter Christine Lucie von Gladebeck in die Familie Aus dem Winckel.
Das Geschlecht starb mit dem Tod von Adolph Friedrich von Gladebeck am 11. November 1701 im Mannesstamm aus. Das frühere Klostergut Münchenlohra, welches die Familie als Lehen besaß, fiel daraufhin mit allem Zubehör in der Grafschaft Hohenstein an die Krone Preußens zurück.

## Persönlichkeiten
- Bodo von Gladebeck (1620–1681), preußischer Staatsmann

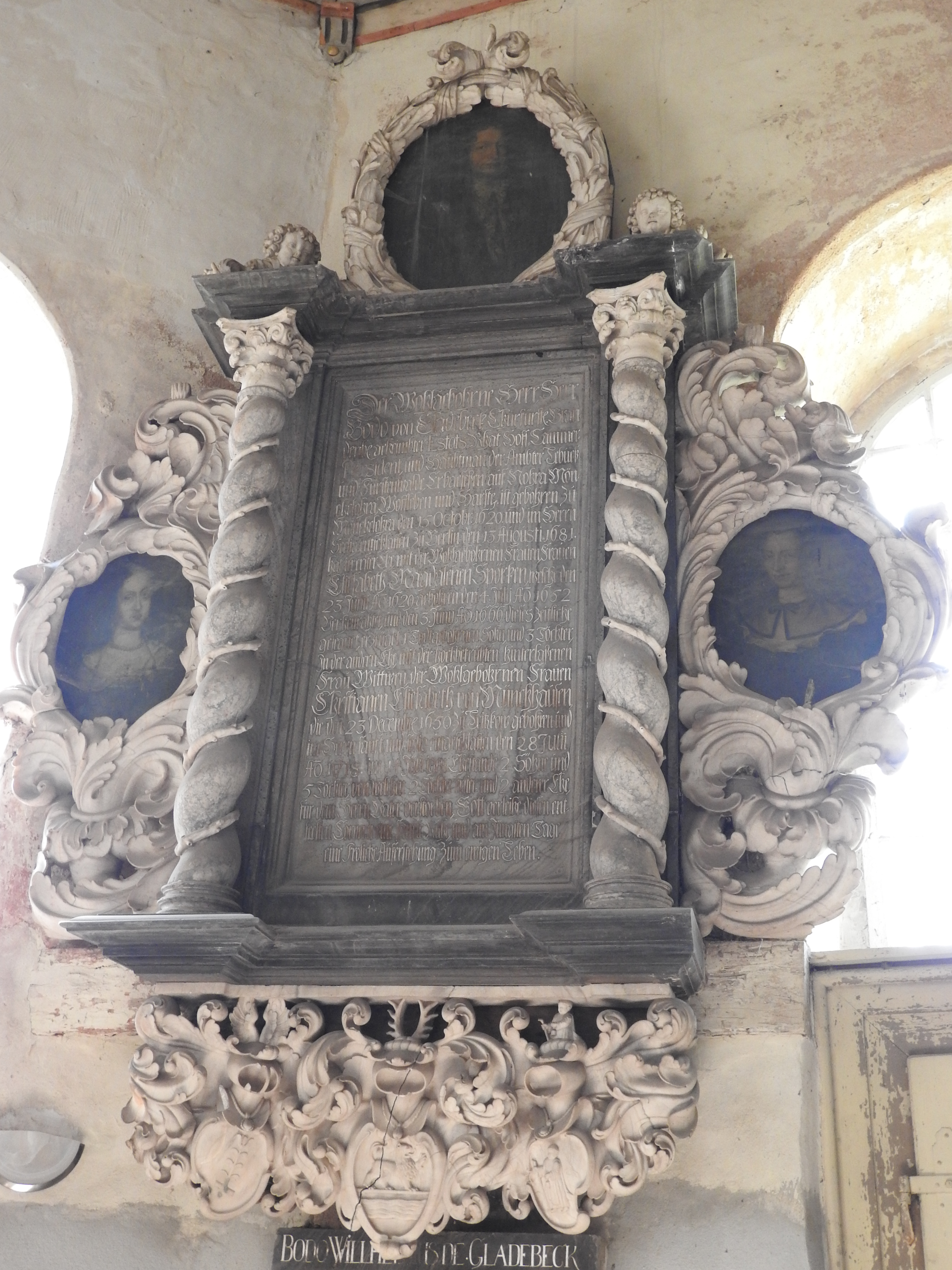
Grabtafel des Bodo von Gladebeck in Nohra
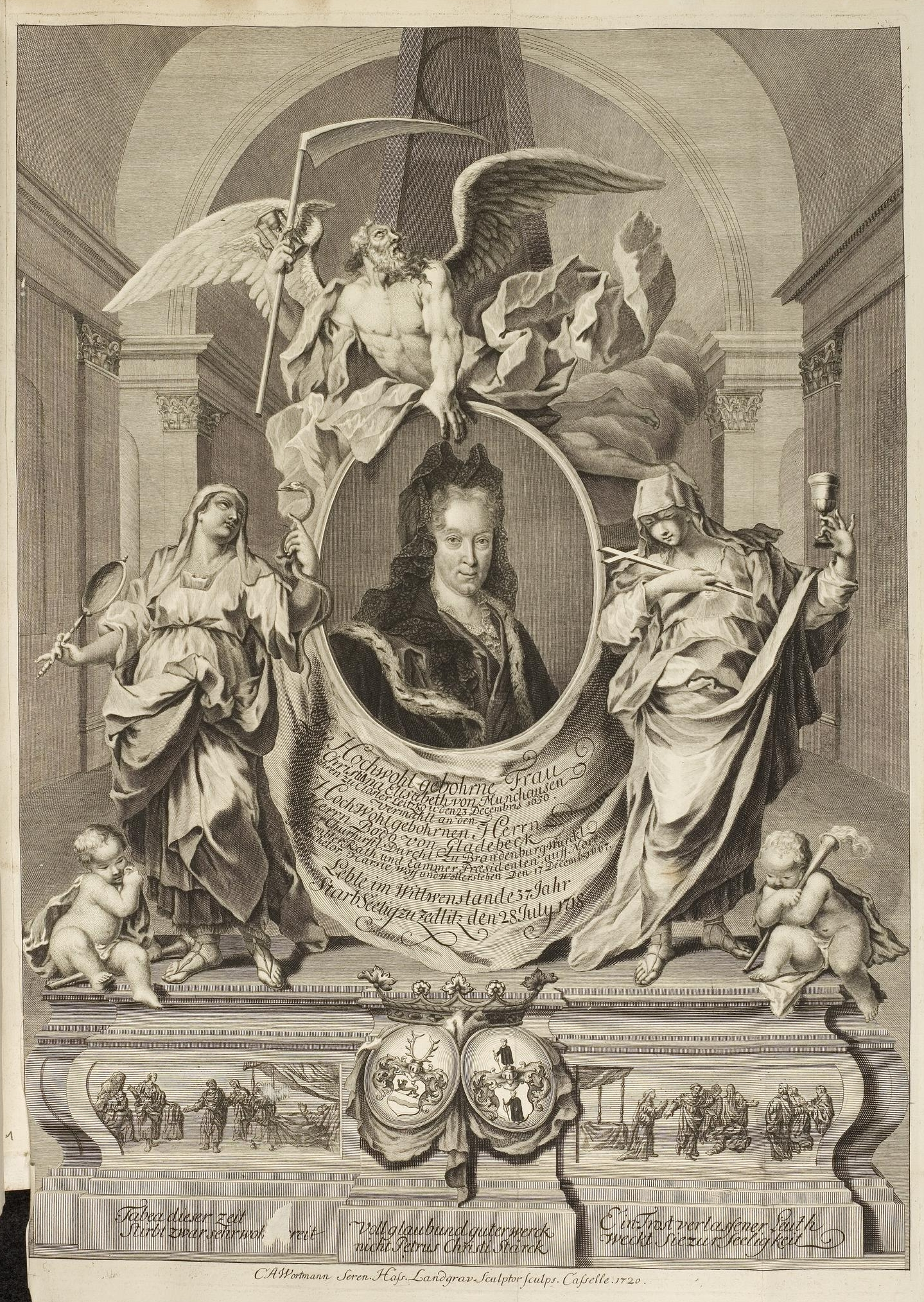
Porträt von Christiane Elisabeth von Gladebeck geborene von Münchhausen (1650–1718)
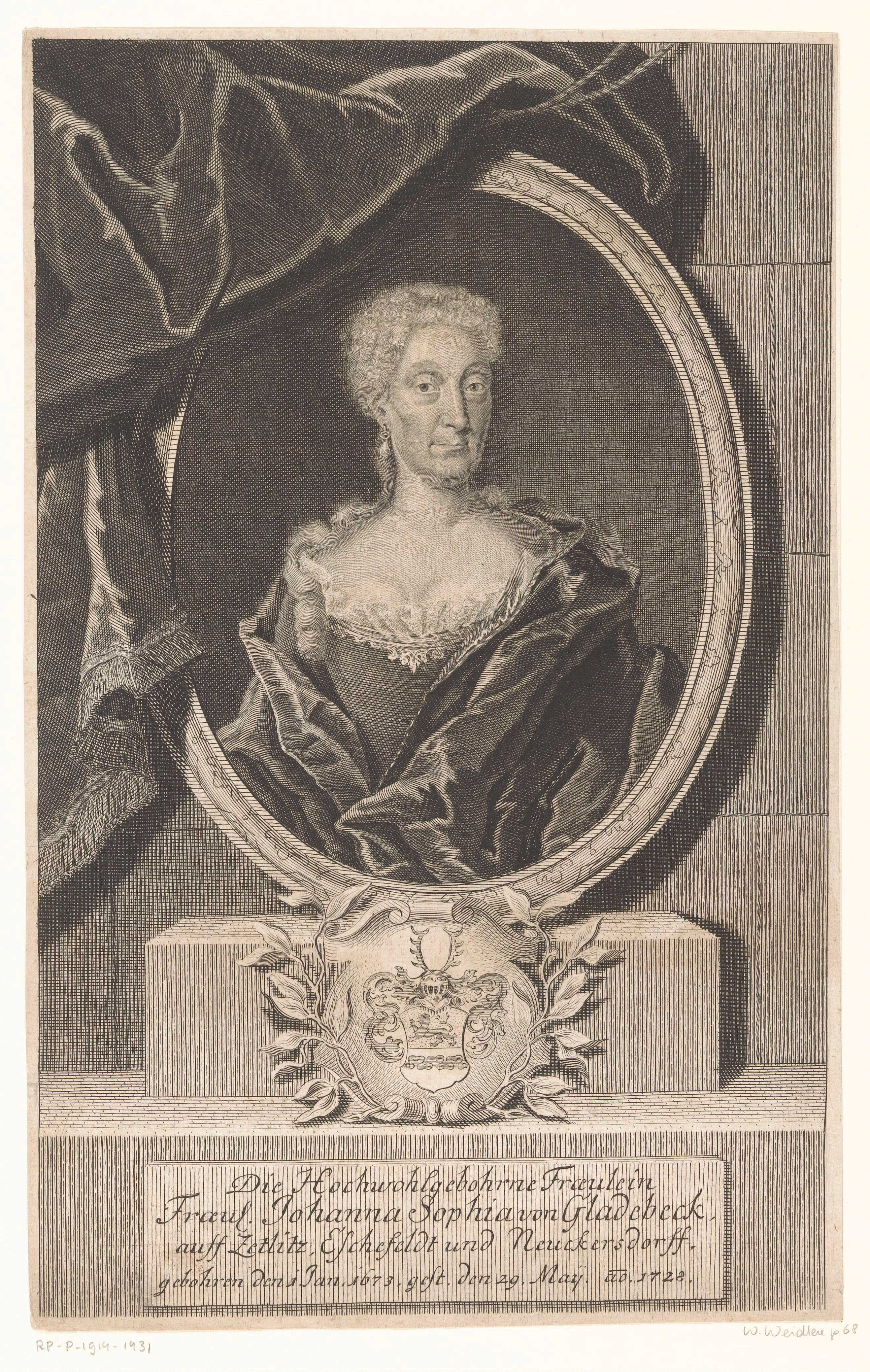
Porträt von Johanna Sophia von Gladebeck (1673–1728)

## Wappen
Blasonierung des Stammwappens: Von Gold und Silber geteilt, oben ein schreitender blauer Löwe, unten ein blauer Strom. Auf dem gekrönten Helm eine goldene und eine blaue Hirschstange. Die Helmdecken sind blau-golden.
Bei Siebmacher und Ledebur wird das Wappen wie folgt blasoniert: Quergeteilt, oben im goldenen Feld ein blauer Löwe; unten Blau und Silber durch Wolkenschnitt quer geteilt. Schon Ledebur stellt jedoch richtig, dass es sich um einen blauen Strom handelt.
Im Wappenbuch des Westfälischen Adels findet sich eine weitere Wappenvariante, die wie folgt blasoniert ist: Quergeteilt, oben in Gold ein laufender schwarzer Löwe; unten in Blau sechs (3:2:1) weiße Hermelinschwänze. Auf dem Helm ein quergeteiltes Hirschgeweih von Schwarz und Gold mit gewechselten Farben. Die Helmdecken sind schwarz-golden.
Die Darstellungen des 13. Jahrhunderts mit dem Löwen im oberen Feld, sowie bei Siebmacher von 1605 und im Wappenbuch des Westfälischen Adels haben insgesamt gemein, dass im unteren Feld je eine Art von heraldischem Pelzwerk dargestellt ist.
Darüber hinaus liefert Siebmacher weitere Varianten. So führte Gerhard von Gladebeck 1283 ein Siegel, das die Variante II (Geteilt, oben ein schreitender Löwe, unten 3 Reihen Eisenhütchen) zeigte. Hermannus miles dictus de Gladebecke führte 1286 ein Schild (Variante III) mit gespaltenen Feld, vorn neun Lilien (3:3:2:1), hinten zwei Schrägrechtsbalken. An derselben Urkunde hängt ein weiteres Siegel mit der Umschrift de Gladebecke, das wiederum einen gespaltenen Schild (Variante IIIa) mit vor zwei Schrägrechtsbalken, hinten einen stehenden, nach außen gekehrten Halbmond zeigt. Einer Urkunde von 1309 schließlich hängt ein Siegel an, das einen Schild (Variante IV) zeigt, der schrägrechtgeteilt, oben zwei Schrägrechtsbalken, unten drei längsgespaltene halbe, schrägrechtsgelegte Lilien (2:1) zeigt.

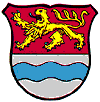
Wappen von Gladebeck, Ortsteil von Hardegsen
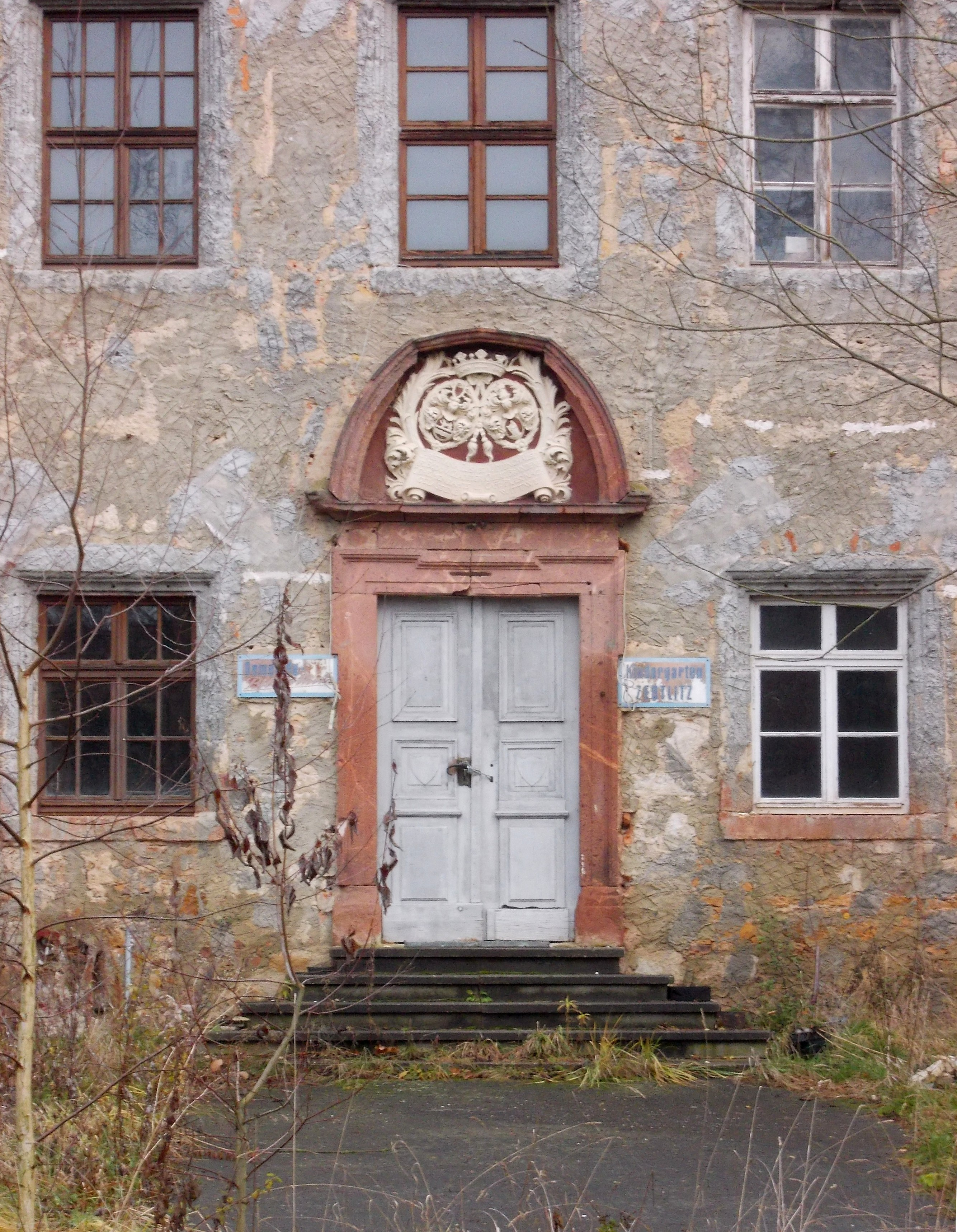
Allianzwappen Gladebeck-Münchhausen am Schloss Zedtlitz
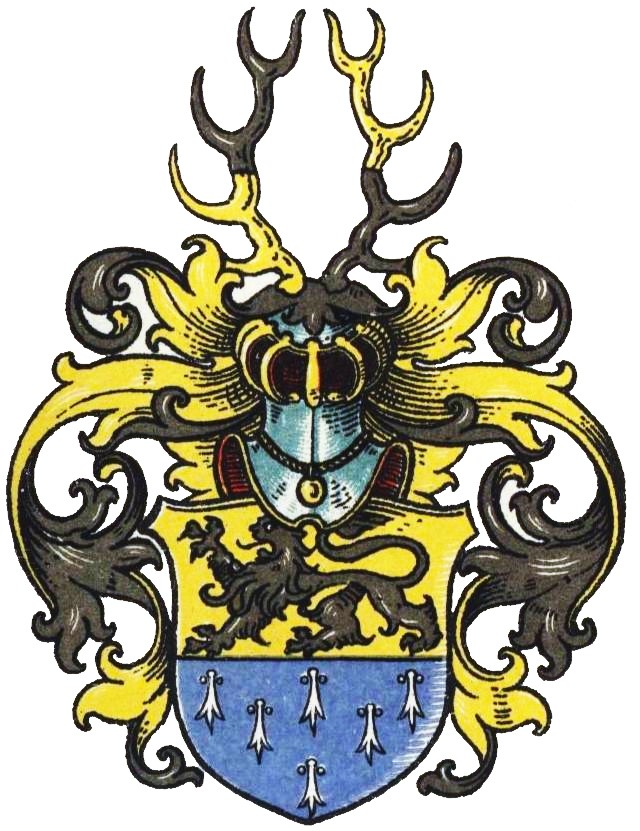
Wappenvarainte derer von Gladebeck im Wappenbuch des Westfälischen Adels, mit Gegenhermelin im unteren blauen Feld
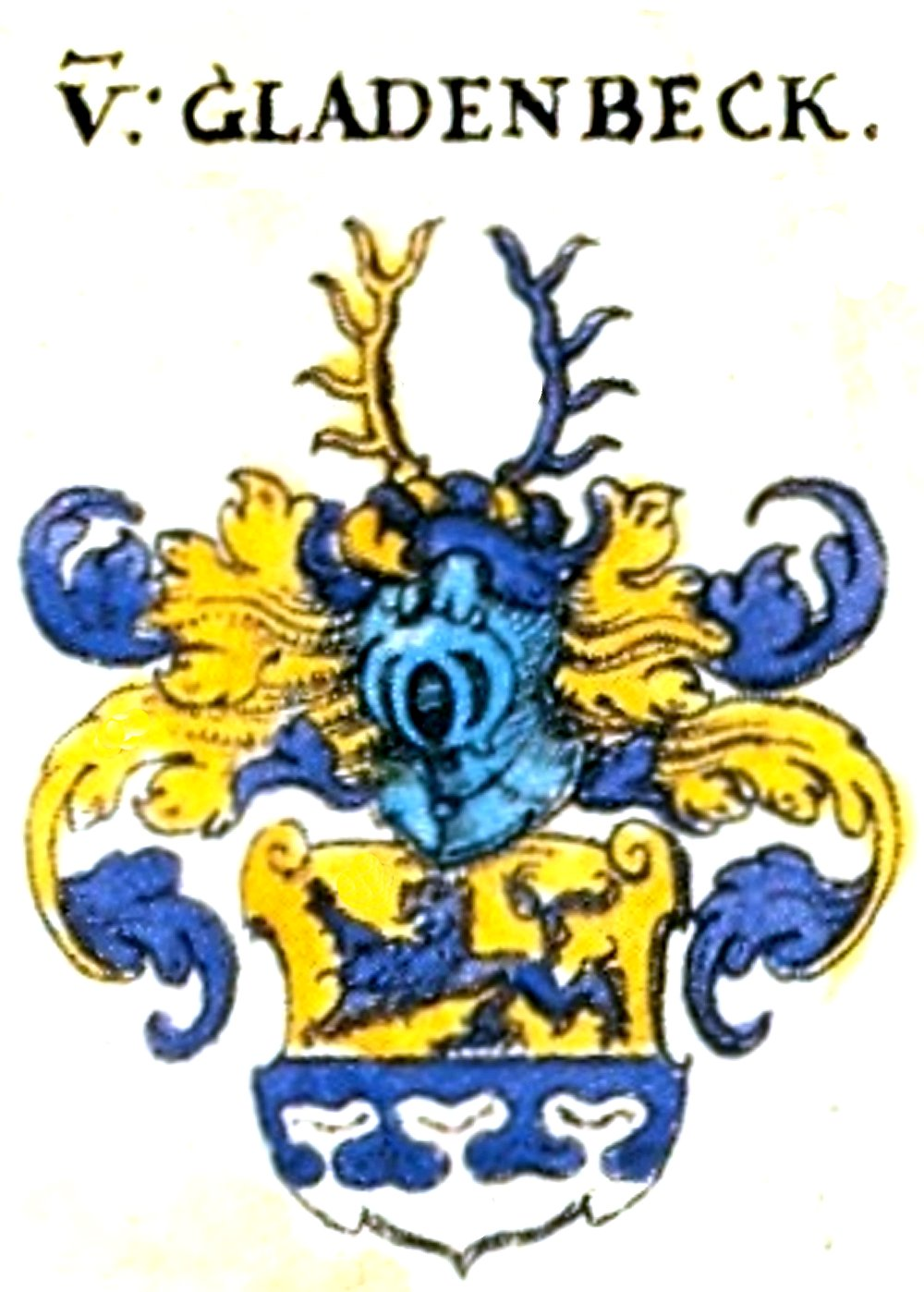
Althandkolorierte Wappendarstellung mit Wolkenschnitt (Wolkenfeh) im unteren Feld, in Siebmachers Wappenbuch von 1605
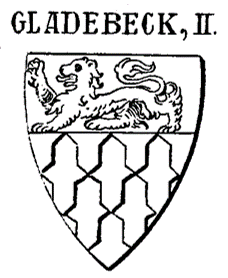
Wappenvariante II (1283) in Siebmachers Wappenbuch, mit Feh im unteren Feld
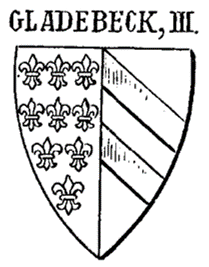
Wappenvariante III (1286) in Siebmachers Wappenbuch
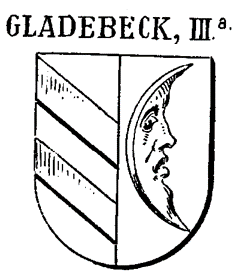
Wappenvariante IIIa (1286) in Siebmachers Wappenbuch
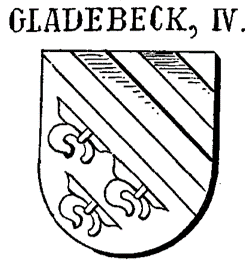
Wappenvariante IV (1309) in Siebmachers Wappenbuch